# Carl Leopold Leffler
Carl Leopold Nicolaus Leffler, född 23 augusti 1854 i Göteborgs domkyrkoförsamling, död 4 oktober 1926 i Lundby församling, var en svensk grosshandlare.
Han var son till grosshandlaren Leopold Leffler och Rosa Wahlberg. År 1878 gifte han sig med Hanna Delbanco, dotter till Eduard Delbanco och Mathilda Delbanco. Han var far till Hakon Leffler.
Leffler studerade vid Handelsinstitutet i Antwerpen mellan 1871 och 1873 och ingick i firman Ekström & Leffler åren 1877–1882 samt i handelsbolaget M.E. Delbanco 1882–1916. Det sistnämnda året lämnade Leffler affärsverksamheten och övergick till politiken. Han kom i fortsättningen att inneha flera styrelseuppdrag, exempelvis i vattenledningsverket, handelssocieteten, Göteborgs sparbank och Julius Lindströms stiftelse och Emely Dicksons stiftelse.
Han är begravd på Östra kyrkogården i Göteborg.